# 甘孜县
甘孜县（藏語：དཀར་མཛེས་རྫོང་，威利转写：dkar mdzes rdzong，藏语拼音：Garzê Zong）是中华人民共和国四川省甘孜藏族自治州辖县，位于甘孜州西北部，雅砻江的上游。人口约5.6万，面积约7364平方公里，海拔3325-5688米，辖一镇二十一乡，县政府在甘孜镇。甘孜县中的寺院有：甘孜寺、大金寺、白利寺等。

## 民國時期歷史

中華民國時期，甘孜縣屬西康省管轄

清末改土歸流，民國屬川邊特別區，特別區後升格西康省，由此有不少漢藏風俗的史料。甘孜县 “凡临城附近及大路一带半为同化，因商人远贯，不但知汉人礼节，且知各国风俗。”又，甘孜与西藏地方接界， “藏番虐民甚于汉官百倍”，因此 “县境任命对汉官颇爱戴，惟汉官每简任土司头人以办事，而事权遂操于头人之手。”

## 行政区划
甘孜县下辖3个镇、18个乡：
甘孜镇、查龙镇、来马镇、呷拉乡、色西底乡、南多乡、生康乡、贡隆乡、扎科乡、昔色乡、卡攻乡、仁果乡、拖坝乡、庭卡乡、下雄乡、四通达乡、夺多乡、泥柯乡、茶扎乡、大德乡和卡龙乡。

## 交通
- 317国道过境。
- 甘孜格萨尔机场

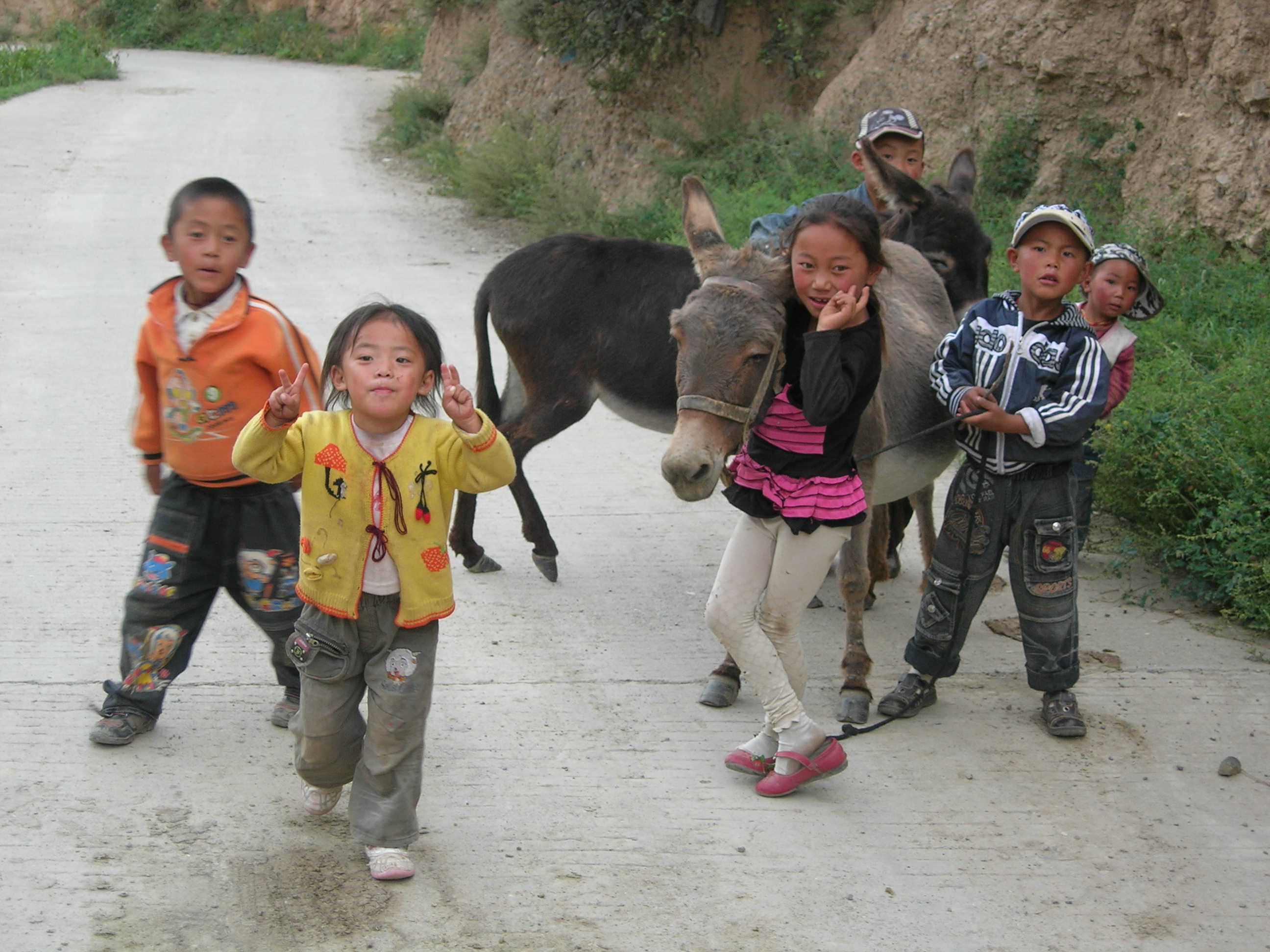
小孩在甘孜县道里面
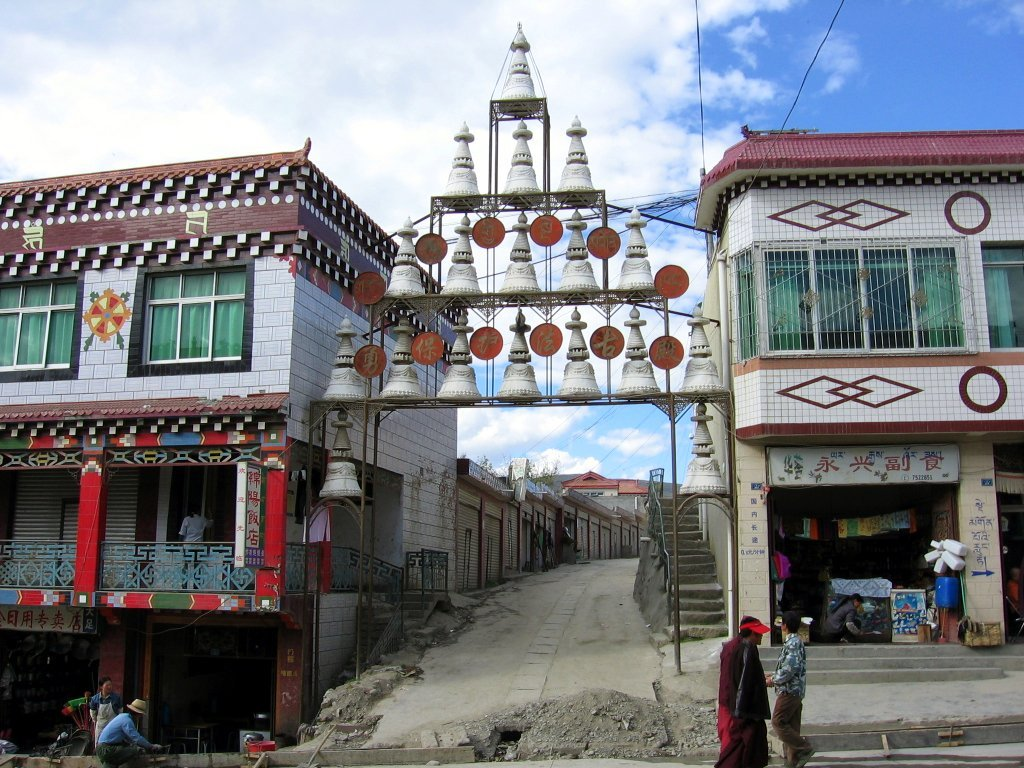
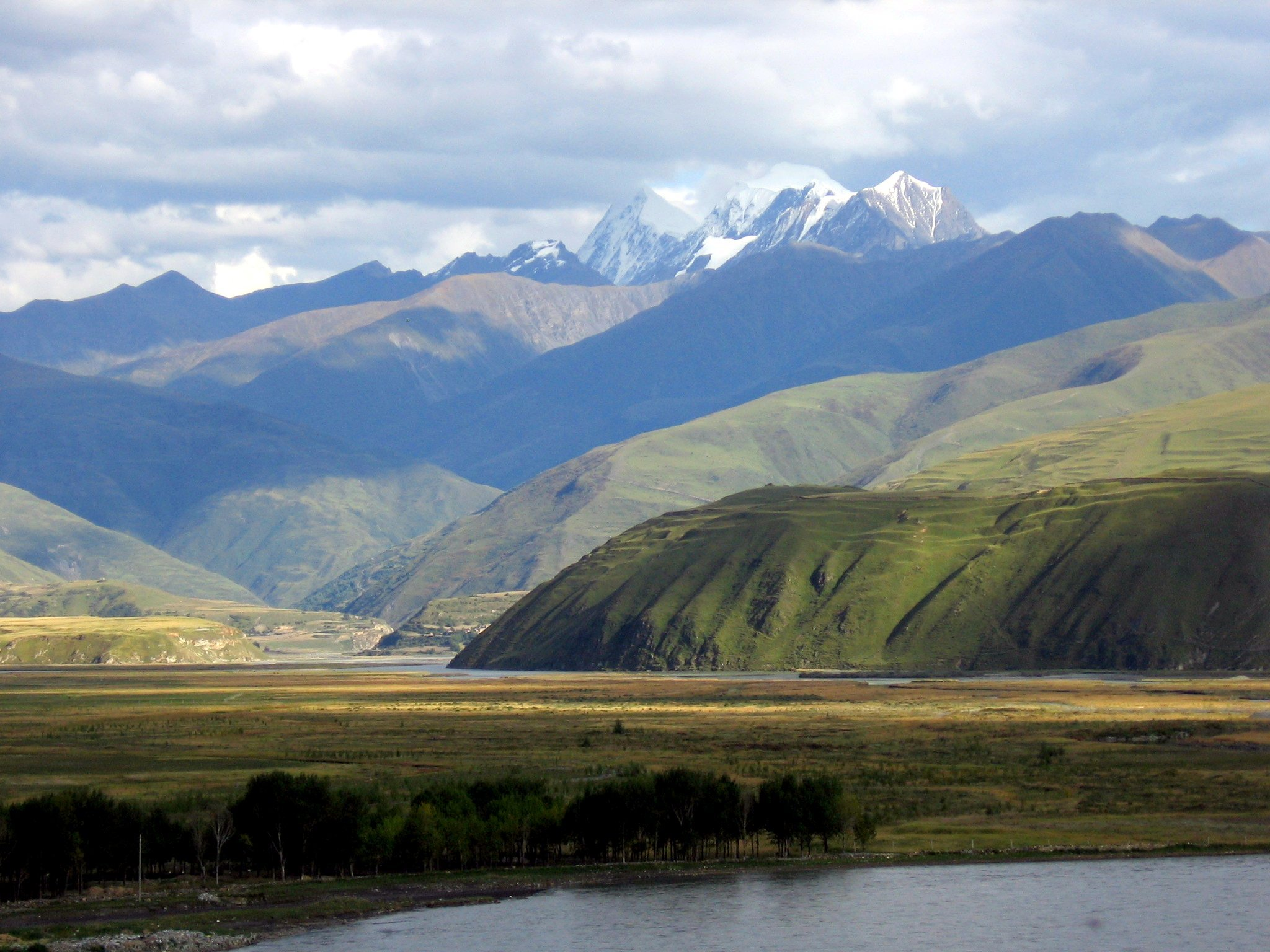
甘孜县风景
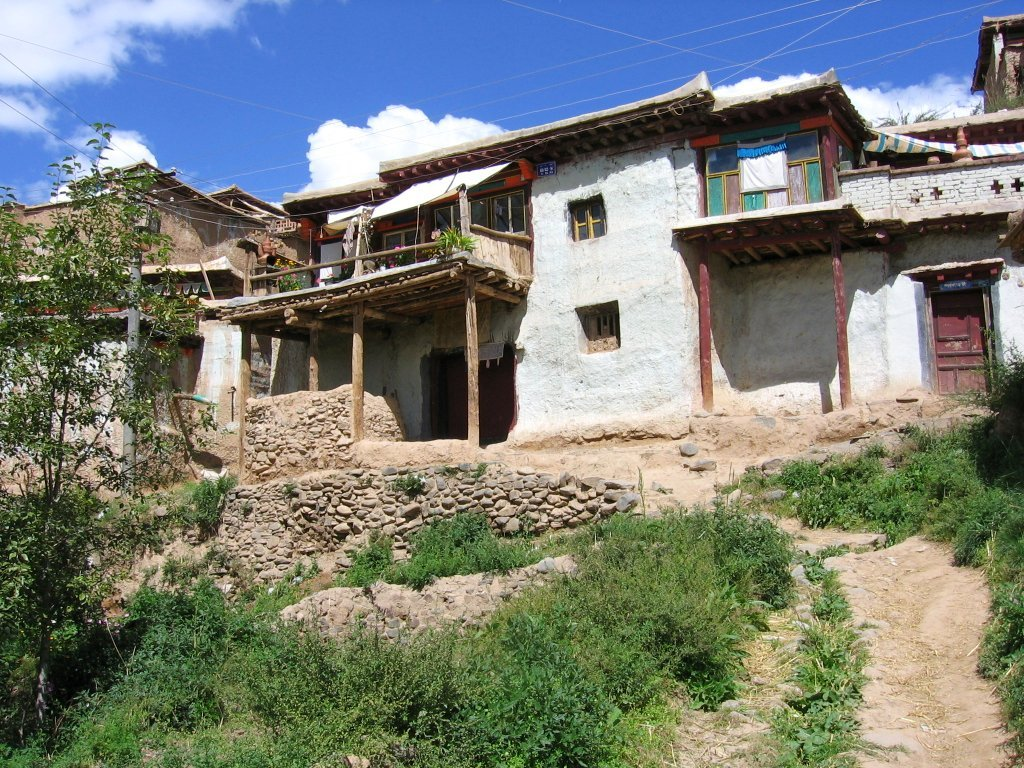
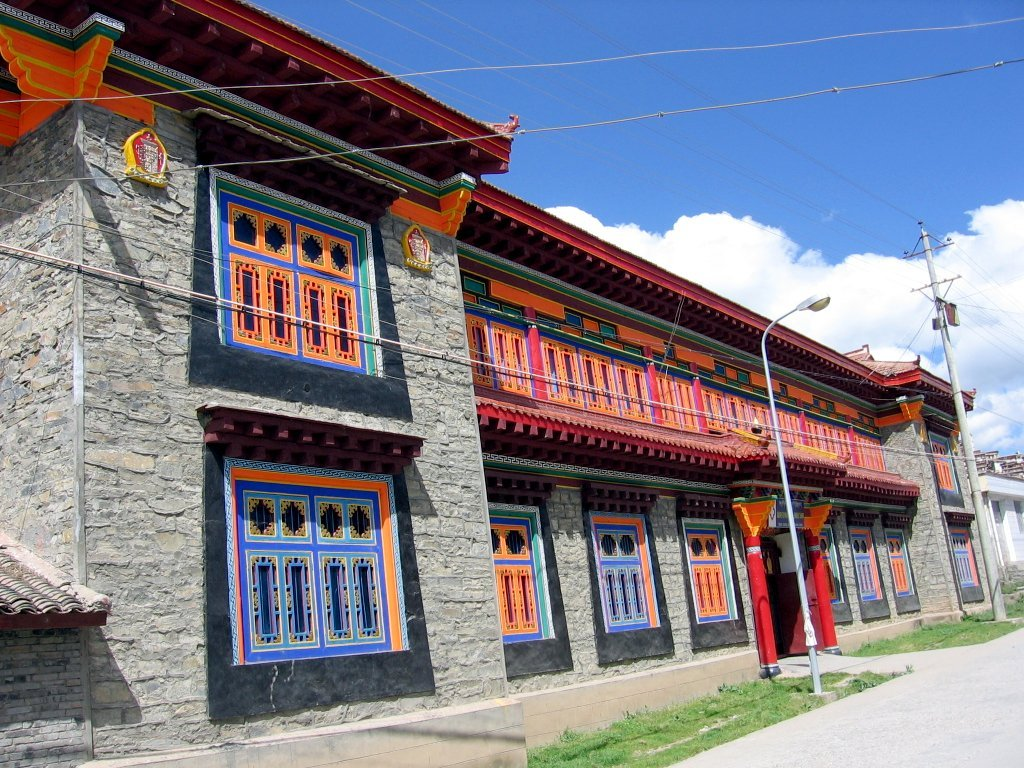
和向